# Nikola Kozlevo (obchtina)
Nikola Kozlevo (bulgare : Никола Козлево) est une obchtina de l'oblast de Choumen en Bulgarie.